# Arro (Huesca)
Arro ist ein spanischer Ort und eine ehemalige Gemeinde in der Provinz Huesca der Autonomen Gemeinschaft Aragonien. Arro gehört zur Gemeinde Aínsa-Sobrarbe. Der Ort auf 810 Meter Höhe liegt circa zehn Kilometer östlich von Aínsa und ist über die Nationalstraße 260 zu erreichen. Arro hatte im Jahr 2019 nur 30 Einwohner.

## Sehenswürdigkeiten
- Kirche Santa María de l’Asunción (Bien de Interés Cultural), erbaut im 16. Jahrhundert
- Kapelle San Antonio

## Weblinks

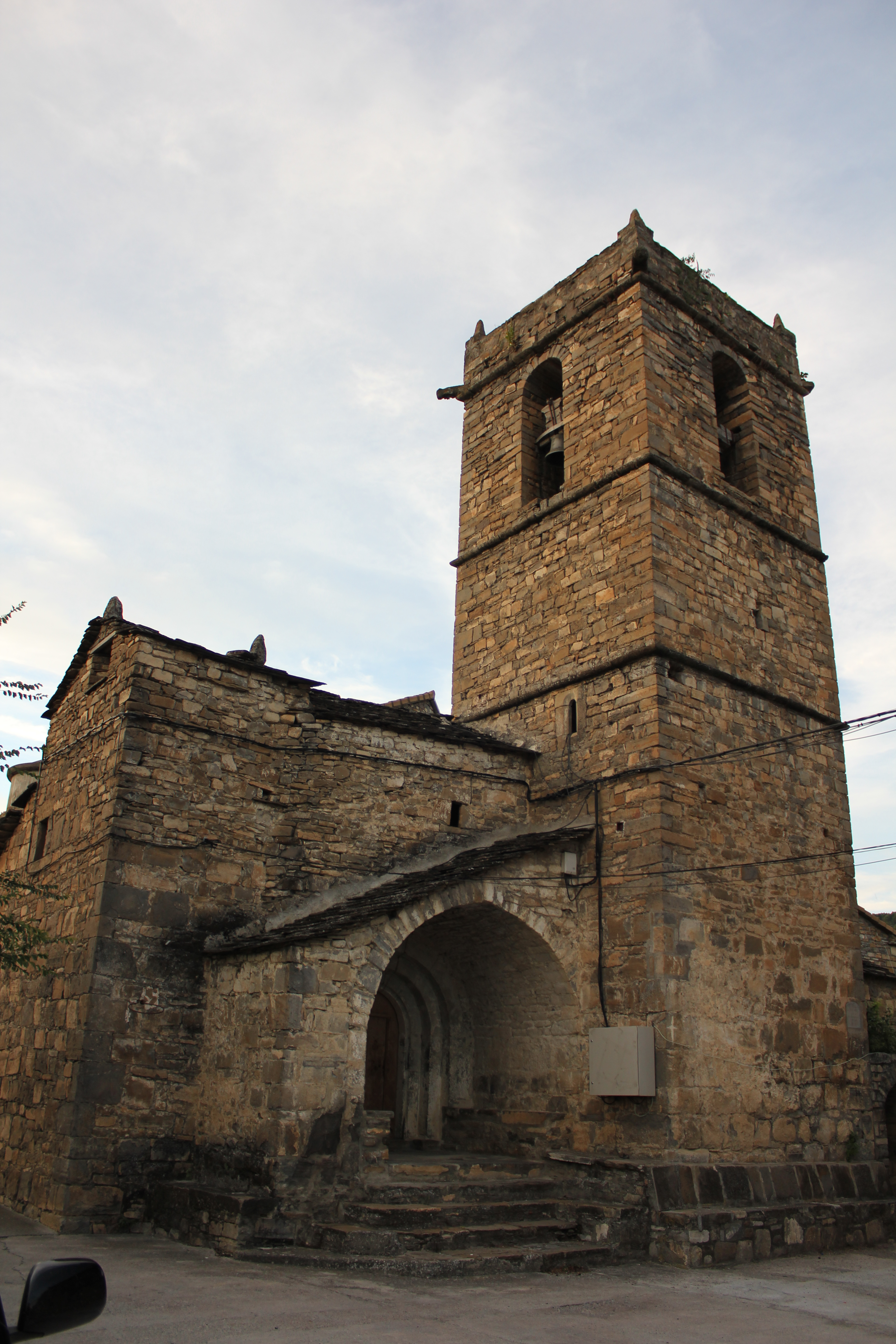
Kirche in Arro